# 古賀喜太郎

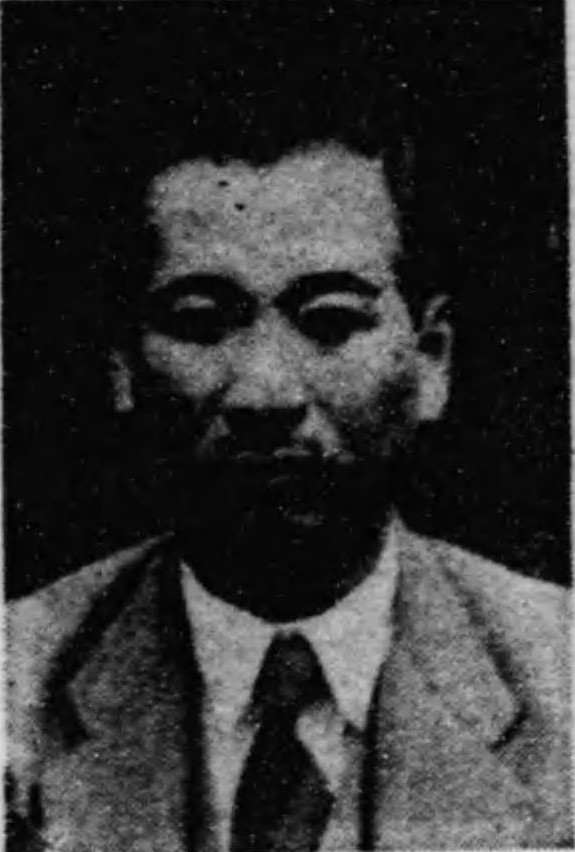
古賀喜太郎

古賀 喜太郎（こが きたろう、1890年（明治23年）7月29日 - 1957年（昭和32年）1月8日）は、大正から昭和期の実業家、政治家。衆議院議員。

## 経歴
福岡県三池郡大牟田町（現大牟田市有明町）で、古賀健蔵の息子として生まれる。1909年（明治42年）久留米市立商業学校（現久留米市立久留米商業高等学校）を卒業した。
1919年（大正8年）12月、円仏古賀商店取締役に就任。1932年（昭和7年）大牟田商工会議所議員、1934年（昭和9年）同副会頭に就任した。その他、大牟田信用組合（現大牟田柳川信用金庫）監事、福岡県陸上小運搬業組合大牟田支部長、旭セメント取締役、三池製氷取締役などを務めた。
1921年（大正10年）大牟田市会議員に選出され、同副議長、大牟田市所得調査委員などを務め、福岡県会議員にも在任した。1945年（昭和21年）4月、第22回衆議院議員総選挙に福岡県第1区から日本進歩党公認で出馬して当選。1947年（昭和22年）4月、第23回総選挙に福岡県第3区から民主党公認で出馬して再選され、その後民主自由党に所属して衆議院議員に連続2期在任した。この間、民主党総務委員、民主自由党会計監督、同福岡県支部幹事長などを務めた。その後、1949年（昭和21年）1月の第24回総選挙に立候補したが落選した。